# 南マタベレランド州
南マタベレランド州（みなみマタベレランドしゅう、Matabeleland South Province）は、ジンバブエの州。ジンバブエ南西部に位置し、西をボツワナ、南を南アフリカ共和国と接する。面積54,172km²、人口650,000人（2002年）。州都はグワンダ。

## 気候
カラハリ砂漠の縁に位置し、砂漠ではないが気候は乾燥している。

## 住民
州名は、この州に多くすむンデベレ人（マタベレ人）に由来する。

## 下位行政区画
南マタベレランド州はグワンダ、ベイトブリッジ、ブリリママングウェ、インシザ、マトボ、ウムジングワネの6地方に分かれている。